# أحمد بلحسن
أحمد أمسروي بلحسن (1956 - 28 أكتوبر 2020)، هو رجل أعمال وملياردير مغربي. شغل منصب الرئيس التنفيذي لمجموعة «بلحسن» الاستثمارية، (واحدة من أكبر المجموعات الاستثمارية الكبرى في المغرب)، التي تشرف على استثمارات صناعية وعقارية كبرى بمنطقة سوس، بالوسط الجنوبي الساحلي للمغرب.

## حياته
ولد لعائلة سوسية أمازيغية مشهورة بالثروة والمال والأعمال، أسرة استثمرت في الصناعات الغذائية والمشروبات الغازية مبكرا، وتربعت على عرش الاقتصاد الصناعي بسوس وباقي ربوع الوطن (المغرب)، حيث تخصصت في بعض الصناعات الغذائية والتحويلية.
أسس بلحسن مجموعة استثمارية كبرى، عاملة في مجالات الصناعات الغذائية إلى جانب الصناعات البلاستيكية والعقار، وتمتلك مجموعة “بلحسن” مصانع تعبئة المشروبات الغازية الأمريكية بسوس وزيوت لوسرا وواد سوس، إلى جانب مجموعة من العلامات التجارية المحلية الاستهلاكية.

## وفاته
توفي يوم الأربعاء 28 أكتوبر 2020 في مستشفى بالعاصمة الفرنسية باريس، إثر صراع مع مرض عضال، عن عمر يناهز 64 سنة.